# 顧汧
顧汧（1646年—1712年），庠名湄， 字伊在，號芝巖，直隸順天府大興縣籍，江南蘇州府長洲縣人，清朝政治人物。

## 生平
顧汧是康熙八年（1669年）己酉科順天鄉試舉人，十二年（1673年）癸丑科二甲第一名進士（傳臚）。選翰林院庶吉士，散館授編修，十五年（1676年）任丙辰科會試同考官，升左春坊左諭德，升左庶子，二十八年（1689年）升禮部右侍郎，二十九年（1690年）丁父憂，服闋，三十二年（1693年）任河南巡撫，三十四年（1695年）因事降調，起為太常寺少卿，四十六年（1707年）任宗人府府丞，四十八年（1709年）致仕歸里，五十一年（1712年）卒，享年六十七歲。顧汧在蘇州建有鳳池園，著有《鳳池園詩集》與《鳳池園文集》等書。

## 家族
顧汧來自蘇州錫山遷齊門支顧氏家族。父顧天朗（字開一）為順治三年（1646年）丙戌科順天鄉試副榜，以孝行著稱。弟顧溥（字凌蒼）為康熙十七年（1678年）戊午科順天鄉試副榜，如皋縣儒學教諭。妻張氏。子顧楷仁為康熙三十九年（1700年）庚辰科進士。